# Koçarlı
Koçarlı là một huyện thuộc tỉnh Aydın, Thổ Nhĩ Kỳ. Huyện có diện tích 467 km² và dân số thời điểm năm 2007 là 27221 người, mật độ 58 người/km².